# Eurovisiesongfestival 1972
Het Eurovisiesongfestival 1972 was het zeventiende Eurovisiesongfestival en vond plaats op 25 maart 1972 in Edinburgh, Schotland. Het programma werd gepresenteerd door Moira Shearer. Van de 18 deelnemende landen won Luxemburg met het nummer Après toi, uitgevoerd door Vicky Leandros. Dit lied kreeg 128 punten, 8% van het totale aantal punten.
Met 114 punten werd het Verenigd Koninkrijk tweede, gevolgd door Duitsland op de derde plaats met 107 punten.
Het festival van 1971 was gewonnen door Monaco, maar dit land kon geen geschikte locatie vinden voor de organisatie. Daarom nam de BBC de organisatie van het festival over.
De achttien deelnemende landen waren overigens precies dezelfde als die in 1971.
Net als vorig jaar won een Franstalig liedje het songfestival. Het winnende nummer Après toi wordt thans door velen gerekend tot de klassiekers van het Eurovisiesongfestival.

## Interludium
De Massed Pipes and Drums of the Scottish Regiments verzorgden het interludium tijdens het tellen van de stemmen.

## Puntentelling

### Stemstructuur
Net als vorig jaar waren bij het festival twee juryleden van elk land aanwezig. Elk van hen geeft punten van 1 tot en met 5 voor elk liedje, behalve de eigen inzending. Elke land gaf dus minimaal twee en maximaal 10 punten per inzending.

### Score bijhouden
De score werd bijgehouden op een scorebord dat in de zaal hing.
De deelnemende landen stonden in het Engels op het bord.
Achter elk land stond het totaal aantal punten
De gegeven punten werden gelijk bij het totaal van het land opgeteld.
Tijdens de puntentelling zat de presentatrice voor het scorebord op een stoel.
Zij noemde het land, waarna de juryleden het bordje met punten omhoog deden.

### Stemmen
De jury kwam blok-voor-blok in beeld: drie landen tegelijkertijd gaven punten.
Het geven van de punten ging op volgorde van optreden.
Het land en het totaal van de punten werd door de EBU-controleur gezegd in het Engels waarna hij ook het nieuwe totaal van het land noemde.

### Beslissing
De Benelux-landen waren als laatste aan de beurt. Het Verenigd Koninkrijk kreeg 20 punten en kwam op 114 te staan, iets hoger dan de 111 die Luxemburg op dat moment had. Echter, omdat 0 punten geven niet mogelijk was, zou Luxemburg minimaal 4 punten krijgen en op 115 komen. Theoretisch gezien kon alleen Nederland Luxemburg inhalen: Nederland had 97 punten en kon met de maximale score van 20 punten op 117 komen. Luxemburg kreeg echter 17 en Nederland 9 punten. Daarmee stond de overwinning van Luxemburg echt vast.

### Resultaat
| Plaats | Land                | Artiest(en)                      | Lied                          | Punten |
| ------ | ------------------- | -------------------------------- | ----------------------------- | ------ |
| 1      | Luxemburg           | Vicky Leandros                   | Après toi                     | 128    |
| 2      | Verenigd Koninkrijk | The New Seekers                  | Beg, steal or borrow          | 114    |
| 3      | Duitsland           | Mary Roos                        | Nur die Liebe lässt uns leben | 107    |
| 4      | Nederland           | Sandra & Andres                  | Als het om de liefde gaat     | 106    |
| 5      | Oostenrijk          | Milestones                       | Falter im Wind                | 100    |
| 6      | Italië              | Nicola di Bari                   | I giorni dell'arcobaleno      | 92     |
| 7      | Portugal            | Carlos Mendes                    | A festa da vida               | 90     |
| 8      | Zwitserland         | Véronique Müller                 | C'est la chanson de mon amour | 88     |
| 9      | Joegoslavië         | Tereza Kesovija                  | Muzika i ti                   | 87     |
| 10     | Spanje              | Jaime Morey                      | Amanece                       | 83     |
| 11     | Frankrijk           | Betty Mars                       | Comé-comédie                  | 81     |
| 12     | Finland             | Päivi Paunu & Kim Floor          | Muistathan                    | 78     |
| 13     | Zweden              | Family Four                      | Härliga sommardag             | 75     |
| 14     | Noorwegen           | Grethe Kausland & Benny Borg     | Småting                       | 73     |
| 15     | Ierland             | Sandie Jones                     | Ceol an ghrá                  | 72     |
| 16     | Monaco              | Anne-Marie Godart & Peter McLane | Comme on s'aime               | 65     |
| 17     | België              | Serge & Christine Ghisoland      | A la folie ou pas du tout     | 55     |
| 18     | Malta               | Helen & Joseph                   | L-imħabba                     | 48     |

## Deelnemers

### België en Nederland
Voor België zongen Serge & Christine Ghisoland A la folie ou pas du tout, maar zij werden slechts zeventiende op achttien deelnemers. Nederland werd vertegenwoordigd door het duo Sandra (Reemer) en Andres met het nummer Als het om de liefde gaat. Zij behaalden een vierde plaats.

### Terugkerende artiesten
| Land        | Artiest         | Plaats | Eerdere deelname | Plaats toen |
| ----------- | --------------- | ------ | ---------------- | ----------- |
| Joegoslavië | Tereza Kesovija | 9      | Monaco 1966      | 17          |
| Luxemburg   | Vicky Leandros  | 1      | Luxemburg 1967   | 4           |
| Portugal    | Carlos Mendes   | 7      | Portugal 1968    | 11          |
| Zweden      | Family Four     | 13     | Zweden 1971      | 6           |

### Nationale keuzes
In Noorwegen deden Hanne Krogh en Kirsti Sparboe mee aan de Melodi Grand Prix, Kroghs lied won, maar elk lied werd door 2 artiesten gezongen en men verkoos Grethe Kausland en Benny Borg boven haar. In Finland werd Viktor Klimenko (ESF 1965) 6de op 8 deelnemers. In Zweden greep Östen Warnerbring (ESF 1967) net naast de overwinning terwijl Monica Zetterlund (ESF 1963) 6de was.

### Gediskwalificeerde landen
- Israël zou debuteren, maar was te laat met inschrijven.[2] Overigens wordt er ook wel gezegd dat Israel zich zelf terugtrok. (Zie ook Israël op het Eurovisiesongfestival.)

### Kaart

Deelnemende landen
Landen die al meegedaan hebben maar niet meedoen